# Dércio Knop
Dércio Augusto Knop (Palmeira das Missões, 11 de julho de 1948) é um político brasileiro.

## Vida
Filho de Lauro Knop e de Irma Knop.

## Carreira
Foi prefeito municipal de Modelo de 1 de fevereiro de 1977 a 15 de maio de 1982.
Foi deputado à Assembleia Legislativa de Santa Catarina na 10ª legislatura (1983 — 1987) e na 11ª legislatura (1987 — 1991), eleito pelo Partido do Movimento Democrático Brasileiro (PMDB).
Foi deputado à Câmara dos Deputados na 49ª legislatura (1991 — 1995).